# Lučatín
Lučatín (allemand : Lutschetein) , est un village de Slovaquie situé dans la région de Banská Bystrica.

## Histoire
Première mention écrite du village en 1424.

## Démographie

### Évolution de la population
| Année:               | 1994. | 2004.    | 2014.   | 2024.   |
| -------------------- | ----- | -------- | ------- | ------- |
| Nombre de personnes: | 498   | 593      | 649     | 672     |
| Différence:          |       | +19,07 % | +9,44 % | +3,54 % |

| Année:               | 2023. | 2024.   |
| -------------------- | ----- | ------- |
| Nombre de personnes: | 689   | 672     |
| Différence:          |       | -2,46 % |